# Flughafen Sacramento

i7
i11
i13
Der Flughafen Sacramento (englisch Sacramento International Airport, IATA-Code: SMF, ICAO-Code: KSMF) ist der größte Flughafen von Sacramento, der Hauptstadt des US-Bundesstaats Kalifornien.

## Lage und Verkehrsanbindung
Der Sacramento International Airport liegt 15 Kilometer nordwestlich des Stadtzentrums von Sacramento. Er verfügt über eine eigene Anschlussstelle an der Interstate 5, welche südlich des Flughafens verläuft.
Der Sacramento International Airport wird durch Busse in den öffentlichen Personennahverkehr eingebunden, die Routen 42A und 42B des Nahverkehrsbetriebs Yolobus verbinden ihn regelmäßig mit dem Stadtzentrum von Sacramento und einigen Städten im Yolo County.

## Geschichte
Der Sacramento International Airport wurde am 21. Oktober 1967 als Sacramento Metropolitan Airport eröffnet um den bestehenden Sacramento Municipal Airport für den kommerziellen Luftverkehr zu ersetzen. Bereits im ersten Jahr wurden trotz skeptischer Stimmen mehr als eine Million Passagiere befördert. 1987 wurde östlich der bestehenden Landebahn eine zweite in Betrieb genommen, um den wachsenden Passagierzahlen gerecht zu werden.
1996 wurde mit den Bauarbeiten für ein neues Terminalgebäude begonnen, gleichzeitig wurde der Flughafen in Sacramento International Airport umbenannt, jedoch wurden noch keine internationalen Linienflüge angeboten. Die Eröffnung des Terminal A erfolgte im Jahr 1998. Der erste internationale Linienflug fand 2002 statt, als Mexicana begann, Sacramento regelmäßig mit dem Flughafen Guadalajara zu verbinden. Am 23. September 2004 wurde ein neues Parkhaus eröffnet. Im Jahr 2006 erhielt der Sacramento International Airport den Status als Port of Entry.
Im Jahr 2008 erfolgte der erste Spatenstich für ein neues Terminal B, dessen Errichtung kostete rund 1,03 Milliarden US-Dollar. Es wurde als Ersatz für das alte Terminal B errichtet. Am 5. Oktober 2011 wurde im neuen Terminal B der erste ankommende Flug abgefertigt, die offizielle Eröffnung und der erste Abflug erfolgten jedoch erst am nächsten Tag. Im August 2012 wurde der Abriss des alten Terminal B abgeschlossen.

## Flughafenanlagen

Flughafendiagramm

Der Sacramento International Airport hat eine Gesamtfläche von 2.388 Hektar.

### Start- und Landebahnen
Der Sacramento International Airport verfügt über zwei parallele Start- und Landebahnen. Die östliche Start- und Landebahn 16L/34R ist 2.623 Meter lang, 46 Meter breit und hat einen Belag aus Beton. Die westliche Start- und Landebahn 16R/34L ist 2.621 Meter lang, 46 Meter breit und ist mit einem Belag aus Asphalt ausgestattet. Allerdings soll sie ebenfalls einen Belag aus Beton erhalten.

### Terminals
Der Sacramento International Airport verfügt über zwei Passagierterminals mit insgesamt 32 Flugsteigen.

#### Terminal A
Terminal A verfügt über 13 Flugsteige. Bis auf den Flugsteig A11 sind alle Flugsteige mit Fluggastbrücken ausgestattet. Es wird von Air Canada, American Airlines, Delta Air Lines und United Airlines genutzt.

#### Terminal B
Terminal B ist in ein landseitiges Terminal und einen luftseitigen Concourse unterteilt. Sie werden durch einen Peoplemover miteinander verbunden. Terminal B verfügt über 19 Flugsteige und ebenso viele Fluggastbrücken. Es wird von Aeroméxico, Alaska Airlines, Boutique Air, Contour Airlines, Frontier Airlines, Hawaiian Airlines, Horizon Air, Jetblue Airways, Southwest Airlines, Spirit Airlines, Sun Country Airlines sowie Volaris genutzt.

### Sonstige Einrichtungen
Die Frachtfluggesellschaft FedEx verfügt über ein Frachtterminal am Flughafen.

## Fluggesellschaften und Ziele
Der Sacramento International Airport wird von insgesamt 16 Fluggesellschaften genutzt. Größte Fluggesellschaft nach Passagierzahlen ist dabei Southwest Airlines, dahinter folgen die drei verbliebenen Legacy carrier American Airlines, United Airlines und Delta Air Lines.
Der Sacramento International Airport wird vor allem mit Flughäfen im Westen der Vereinigten Staaten verbunden. Unter den Zielen in den restlichen Vereinigten Staaten befinden sich ausschließlich größere Drehkreuze. Zusätzlich werden internationale Ziele in Kanada und in Mexiko regelmäßig bedient.

## Verkehrszahlen
| Verkehrszahlen des Sacramento International Airport 1967–2019 | Verkehrszahlen des Sacramento International Airport 1967–2019 | Verkehrszahlen des Sacramento International Airport 1967–2019 | Verkehrszahlen des Sacramento International Airport 1967–2019 | Verkehrszahlen des Sacramento International Airport 1967–2019 | Verkehrszahlen des Sacramento International Airport 1967–2019 | Verkehrszahlen des Sacramento International Airport 1967–2019 |
| Jahr                                                          | Fluggastaufkommen                                             | Fluggastaufkommen                                             | Fluggastaufkommen                                             | Luftfracht (Tonnen) (mit Luftpost)                            | Flugbewegungen (mit Militär)                                  |                                                               |
| Jahr                                                          | National                                                      | International                                                 | Gesamt                                                        | Luftfracht (Tonnen) (mit Luftpost)                            | Flugbewegungen (mit Militär)                                  |                                                               |
| ------------------------------------------------------------- | ------------------------------------------------------------- | ------------------------------------------------------------- | ------------------------------------------------------------- | ------------------------------------------------------------- | ------------------------------------------------------------- | ------------------------------------------------------------- |
| 2019                                                          | 12.832.195                                                    | 340.645                                                       | 13.172.840                                                    | 112.567                                                       | 138.481                                                       |                                                               |
| 2018                                                          | 11.789.242                                                    | 261.521                                                       | 12.050.763                                                    | 115.310                                                       | 129.925                                                       |                                                               |
| 2017                                                          | 10.690.895                                                    | 221.185                                                       | 10.912.080                                                    | 73.647                                                        | 118.783                                                       |                                                               |
| 2016                                                          | 9.895.833                                                     | 222.961                                                       | 10.118.794                                                    | 67.761                                                        | 111.197                                                       |                                                               |
| 2015                                                          | 9.429.957                                                     | 179.923                                                       | 9.612.447                                                     | 64.075                                                        | 108.016                                                       |                                                               |
| 2014                                                          | 8.827.313                                                     | 145.443                                                       | 8.972.756                                                     | 63.771                                                        | 108.039                                                       |                                                               |
| 2013                                                          | 8.578.781                                                     | 106.587                                                       | 8.686.530                                                     | 67.907                                                        | 108.925                                                       |                                                               |
| 2012                                                          | 8.822.751                                                     | 87.819                                                        | 8.909.658                                                     | 68.625                                                        | 115.407                                                       |                                                               |
| 2011                                                          | 8.860.956                                                     | 68.333                                                        | 8.547.927                                                     | 65.339                                                        | 117.502                                                       |                                                               |
| 2010                                                          | 8.977.520                                                     | 70.255                                                        | 8.667.338                                                     | 65.301                                                        | -                                                             |                                                               |
| 2009                                                          | 9.003.426                                                     | 108.851                                                       | 8.780.942                                                     | 71.967                                                        | -                                                             |                                                               |
| 2008                                                          | 10.046.145                                                    | 153.808                                                       | 9.844.307                                                     | 71.949                                                        | 152.675                                                       |                                                               |
| 2007                                                          | 10.619.991                                                    | 147.648                                                       | 10.767.639                                                    | 79.196                                                        | 173.416                                                       |                                                               |
| 2006                                                          | 10.249.459                                                    | 113.333                                                       | 10.362.800                                                    | 67.688                                                        | 172.522                                                       |                                                               |
| 2005                                                          | 10.089.020                                                    | 114.046                                                       | 10.203.066                                                    | 70.224                                                        | 168.305                                                       |                                                               |
| 2004                                                          | 9.527.858                                                     | 52.864                                                        | 9.580.722                                                     | 67.466                                                        | 164.211                                                       |                                                               |
| 2003                                                          | -                                                             | -                                                             | 8.778.163                                                     | -                                                             | -                                                             |                                                               |
| 2002                                                          | -                                                             | -                                                             | 8.510.924                                                     | -                                                             | -                                                             |                                                               |
| 2001                                                          | -                                                             | -                                                             | 8.036.942                                                     | -                                                             | -                                                             |                                                               |
| 2000                                                          | -                                                             | -                                                             | 7.935.046                                                     | -                                                             | -                                                             |                                                               |
| 1999                                                          | -                                                             | -                                                             | 7.554.892                                                     | -                                                             | -                                                             |                                                               |
| 1998                                                          | -                                                             | -                                                             | 7.201.378                                                     | -                                                             | -                                                             |                                                               |
| 1997                                                          | -                                                             | -                                                             | 6.967.280                                                     | -                                                             | -                                                             |                                                               |
| 1996                                                          | -                                                             | -                                                             | 6.985.784                                                     | -                                                             | -                                                             |                                                               |
| 1995                                                          | -                                                             | -                                                             | 6.704.470                                                     | -                                                             | -                                                             |                                                               |
| 1994                                                          | -                                                             | -                                                             | 5.927.896                                                     | -                                                             | -                                                             |                                                               |
| 1993                                                          | -                                                             | -                                                             | 5.322.632                                                     | -                                                             | -                                                             |                                                               |
| 1992                                                          | -                                                             | -                                                             | 5.124.994                                                     | -                                                             | -                                                             |                                                               |
| 1991                                                          | -                                                             | -                                                             | 4.351.964                                                     | -                                                             | -                                                             |                                                               |
| 1990                                                          | -                                                             | -                                                             | 3.631.791                                                     | -                                                             | -                                                             |                                                               |
| 1989                                                          | -                                                             | -                                                             | 3.733.594                                                     | -                                                             | -                                                             |                                                               |
| 1988                                                          | -                                                             | -                                                             | 3.761.217                                                     | -                                                             | -                                                             |                                                               |
| 1987                                                          | -                                                             | -                                                             | 3.826.583                                                     | -                                                             | -                                                             |                                                               |
| 1986                                                          | -                                                             | -                                                             | 3.468.235                                                     | -                                                             | -                                                             |                                                               |
| 1985                                                          | -                                                             | -                                                             | 2.892.005                                                     | -                                                             | -                                                             |                                                               |
| 1984                                                          | -                                                             | -                                                             | 2.625.399                                                     | -                                                             | -                                                             |                                                               |
| 1983                                                          | -                                                             | -                                                             | 2.587.376                                                     | -                                                             | -                                                             |                                                               |
| 1982                                                          | -                                                             | -                                                             | 2.449.564                                                     | -                                                             | -                                                             |                                                               |
| 1981                                                          | -                                                             | -                                                             | 2.271.862                                                     | -                                                             | -                                                             |                                                               |
| 1980                                                          | -                                                             | -                                                             | 2.266.612                                                     | -                                                             | -                                                             |                                                               |
| 1979                                                          | -                                                             | -                                                             | 2.901.509                                                     | -                                                             | -                                                             |                                                               |
| 1978                                                          | -                                                             | -                                                             | 2.789.380                                                     | -                                                             | -                                                             |                                                               |
| 1977                                                          | -                                                             | -                                                             | 2.497.751                                                     | -                                                             | -                                                             |                                                               |
| 1976                                                          | -                                                             | -                                                             | 2.173.294                                                     | -                                                             | -                                                             |                                                               |
| 1975                                                          | -                                                             | -                                                             | 1.932.461                                                     | -                                                             | -                                                             |                                                               |
| 1974                                                          | -                                                             | -                                                             | 1.903.258                                                     | -                                                             | -                                                             |                                                               |
| 1973                                                          | -                                                             | -                                                             | 1.794.454                                                     | -                                                             | -                                                             |                                                               |
| 1972                                                          | -                                                             | -                                                             | 1.641.831                                                     | -                                                             | -                                                             |                                                               |
| 1971                                                          | -                                                             | -                                                             | 1.451.911                                                     | -                                                             | -                                                             |                                                               |
| 1970                                                          | -                                                             | -                                                             | 1.330.311                                                     | -                                                             | -                                                             |                                                               |
| 1969                                                          | -                                                             | -                                                             | 1.233.762                                                     | -                                                             | -                                                             |                                                               |
| 1968                                                          | -                                                             | -                                                             | 1.109.402                                                     | -                                                             | -                                                             |                                                               |
| 1967                                                          | -                                                             | -                                                             | 993.448                                                       | -                                                             | -                                                             |                                                               |

1. ↑  Das Fluggastaufkommen auf nationalen Flügen enthält auch Charter- und Zubringerflüge.
2. ↑  Das Gesamtfluggastaufkommen wurde zum Teil später korrigiert und kann von der jeweiligen Summe der Fluggäste auf nationalen und internationalen Flügen abweichen.
3. ↑  Das Jahr 1967 beinhaltet die Zahlen des Sacramento Municipal Airport.

### Verkehrsreichste Strecken
| Rang | Stadt                       | Passagiere | Fluggesellschaft                   |
| ---- | --------------------------- | ---------- | ---------------------------------- |
| 01   | San Diego, Kalifornien      | 631.120    | Alaska, Southwest                  |
| 02   | Los Angeles, Kalifornien    | 545.610    | American, Delta, Southwest, United |
| 03   | Seattle/Tacoma, Washington  | 509.590    | Alaska, Delta, Southwest           |
| 04   | Phoenix–Sky Harbor, Arizona | 447.410    | American, Southwest                |
| 05   | Las Vegas, Nevada           | 416.580    | Southwest, Spirit                  |
| 06   | Denver, Colorado            | 412.940    | Southwest, United                  |
| 07   | Burbank, Kalifornien        | 310.640    | Southwest                          |
| 08   | Ontario, Kalifornien        | 262.900    | Southwest                          |
| 09   | Portland, Oregon            | 256.020    | Alaska, Southwest                  |
| 10   | Dallas/Fort Worth, Texas    | 254.830    | American                           |